# Municipio de Andover (Ohio)
El municipio de Andover (en inglés: Andover Township) es un municipio ubicado en el condado de Ashtabula en el estado estadounidense de Ohio. En el año 2010 tenía una población de 2753 habitantes y una densidad poblacional de 40,37 personas por km².

## Geografía
El municipio de Andover se encuentra ubicado en las coordenadas 41°36′27″N 80°34′12″O / 41.60750, -80.57000. Según la Oficina del Censo de los Estados Unidos, el municipio tiene una superficie total de 68.2 km², de la cual 57,51 km² corresponden a tierra firme y (15,68 %) 10,7 km² es agua.

## Demografía
Según el censo de 2010, había 2753 personas residiendo en el municipio de Andover. La densidad de población era de 40,37 hab./km². De los 2753 habitantes, el municipio de Andover estaba compuesto por el 96,59 % blancos, el 1,45 % eran afroamericanos, el 0,15 % eran amerindios, el 0,29 % eran asiáticos, el 0,04 % eran de otras razas y el 1,49 % eran de una mezcla de razas. Del total de la población el 1,02 % eran hispanos o latinos de cualquier raza.